# 증상
증상(症狀, 영어: symptom)은 환자가 병이나 상처를 지닐 때 나타나는 상태나 모양을 가리키며, 곧 질병 따위의 존재를 인식하는 상태이다. 증세(症勢), 증정(症情), 증후(症候)라고도 한다. 증상에 대한 학문을 증후학(症候學, symptomatology), 증상학(症狀學)이라고 한다. 증상은 주관적일 수도 있고 환자가 관찰한 바일 수도 있으며, 측정이 되지 않을 수도 있다. 대부분의 증상과 이 용어의 역사는 만성적인 질병과 관계되어 있지만, 증상은 임신증처럼 만성적인 질병이 아닐 수도 있다.

## 종류

### 비특이적 증상
비특이적 증상은 특정한 질병을 가리키지 않는 자기 자가 보고적인 증상이다. 이를테면 피로는 수많은 급성, 만성 질환에서 보이는 기능이지만 정신 질환과 관련될 수도 관련되지 않을 수도 있으며 1차적 증상일 수도 2차적 증상일 수도 있다. 피로는 또한 하루가 끝나갈 때라든지 일을 무리한 뒤에 경험하는 일반적인 건강적 증상이기도 하다.

### 양성 증후와 음성 증후
특히 조현병과 같은 정신 질환을 기술할 때 증상은 양성 증후와 음성 증후로 나눌 수 있다.

## 같이 보기
- 증후군